# Анджей Врона
Анджей Вро́на (пол. Andrzej Wrona; нар. 27 грудня 1988, Варшава) — польський волейболіст, що грає на позиції центрального блокувальника (першого темпу) за польський клуб «Про́єкт» (Варшава); у минулому — гравець національної збірної. Чемпіон світу 2014, володар Кубка виклику ЄКВ (2024). 

## Життєпис
Народився 27 грудня 1988 року у Варшаві.
Грав у клубах «Метро Варшава» (1999–2005), «МУСК Військові» (Варшава (MUKS Wojskowi Warszawa), або  «Легія» Варшава, 2005—2006, 2005–2007, оренда), АЗС Ченстохова (2007–2010), «Делекта» (Бидгощ, 2010–2013), «Скра» (Белхатів, 2013–2016). Із сезону 2016–2017 — в АЗС Варшавська Політехніка / ОНІКО Варшава/ Верва Варшава Орлен Паліва / Проєкт (Варшава) (AZS Politechnika Warszawska / ONICO Warszawa / Verva Warszawa Orlen Paliwa / Projekt).
Анджей Врона — капітан «Проєкту» (Варшава), який здобув Кубок виклику 2023—2024.

### Досягнення
Клубні
- переможець Кубка виклику ЄКВ: 2024,
- чемпіон Польщі 2014,
- володар Кубка Польщі 2008, 2016,
- володар Суперкубка Польщі 2014,
- срібний призер Плюс Ліги 2008, 2019,
- неодноразовий призер різних змагань.

Зі збірною
- чемпіон світу 2014.

Особисті
- кращий блокувальник Кубка виклику 2023—2024,
- кращий блокувальник Плюс Ліги 2011—2012, 2012—2013, 2018—2019[7].

### Державні нагороди
- Золотий Хрест Заслуги (2018).